# Amund Gismervik
Amund Nordal Gismervik (* 24. Januar 1991 in Stavanger) ist ein ehemaliger norwegischer Wasserspringer. Er startete im Kunstspringen vom 1-m- und 3-m-Brett und im 10-m-Turmspringen, trainiert wurde er von Espen Bergslien.
Gismervik bestritt seine ersten internationalen Titelkämpfe bei der Junioren-Europameisterschaft 2006. Insgesamt erreichte er bis 2009 drei Finalteilnahmen bei Junioren-Europameisterschaften. Im Erwachsenenbereich debütierte er bei der Europameisterschaft 2008 in Eindhoven. In den Einzelwettbewerben schied er jeweils nach dem Vorkampf aus, im 10-m-Synchronspringen belegte er im Finale den achten und letzten Platz. Gismerviks sportlich bislang größter Erfolg war der Einzug ins Finale vom 1-m-Brett bei der Weltmeisterschaft 2011 in Shanghai, wo er Zehnter wurde. Auch bei der Europameisterschaft 2012 in Eindhoven konnte er ein Einzelfinale erreichen, vom 10-m-Turm wurde er Zwölfter. Beim Weltcup 2012 qualifizierte sich Gismervik im Turmspringen für die Olympischen Spiele 2012 an gleicher Stelle. Bei den Olympischen Sommerspielen in London belegte er den 24. Platz.